# Konståret 2015

## Händelser

### Maj
- 11 maj – Pablo Picassos målning Kvinnorna i Alger säljs för 179,3 miljoner dollar på auktionshuset Christies i New York. Därmed blev den den dittills högst betalda tavlan på en auktion.[1]

### September
- 24 september – Som en sorts hyllning till den i hemlandet Kroatien länge försummade poeten och dramatikern Radovan Ivšić och det urskogsmotiv som återfinns i en del av hans verk öppnar utställningen Nepokorena šuma i Radovan Ivšić på Museet för modern konst i Zagreb. Verk av 160 olika konstnärer ställs ut för att spegla allt från skövlad skog till utrotningshotad fantasi.[2] Bildkonstnärer som Joan Miró, André Masson, Max Ernst, Toyen,  Wifredo Lam och Félicien Rops blandas med sådana som Jindřich Heisler, Anna Zemánková, Matija Skurjeni och Madge Gill. I samband med utställningen utger det franska förlaget Gallimard tillsammans med museet Annie Le Bruns essä Radovan Ivšić et la forêt insoumise.

### Okänt datum
- Konstskolan The Swedish Academy of Realist Art flyttade från Stockholm till Simrishamn.

## Priser och utmärkelser
- Fredrik Roos stipendium – Martha Ossowska Persson, Ida Persson och Idun Baltzersen

## Avlidna
- 7 januari – Folke Hallin, 85, svensk konstnär, tecknare och illustratör.
- 23 januari – Bengt Elde, 75, svensk konstnär.[3]
- 14 februari – Gösta Sillén, 80, svensk skulptör.
- 1 mars – Carel Visser, 86, nederländsk skulptör.
- 11 mars – Inger Sitter, 85, norsk bildkonstnär.
- 24 mars – Otto Frello, 90, dansk målare.
- 8 april – Lars Tunbjörk, 59, svensk fotograf.
- 10 maj – Chris Burden, 69, amerikansk konstnär.
- 23 maj – Carl Nesjar, 94, norsk konstnär.
- 25 maj – Mary Ellen Mark, 75, amerikansk fotograf.
- 9 juli – Hans Wigert, 83, svensk målare.
- 10 juli – Tony Emilson, 90, svensk skulptör.
- 4 augusti – Calle Örnemark, 81, svensk skulptör.[4]
- 10 oktober – Hilla Becher, 81, tysk fotograf.
- 27 december – Ellsworth Kelly, 92, amerikansk målare.

### Fotnoter
1. ↑  Rekorddyr Picasso-tavla klubbad Svenska Dagbladet 12 maj 2015
2. ↑  Nepokorena šuma i Radovan Ivšić (zgportal.com) (kroatiska)
3. ↑  Konstnären Bengt Elde död Svenska Dagbladet Kultur 8 februari 2015.
4. ↑  ”Skulptören Calle Örnemark död”. Svenska dagbladet. 4 augusti 2015. http://www.svd.se/skulptoren-calle-ornemark-dod. Läst 5 augusti 2015.